# انتخابات سراسری ترکیه (۲۰۱۸)
انتخابات سراسری ترکیه (ریاست جمهوری - پارلمان) روز یکشنبه ۲۴ ژوئن ۲۰۱۸ انتخابات ترکیه برگزار شد. شورای عالی انتخابات ترکیه صبح روز دوشنبه ۲۵ ژوئن، رجب طیب اردوغان را برنده انتخابات با بیش از ۵۰ درصد آرا معرفی کرد. در انتخابات پارلمانی ترکیه نیز «حزب عدالت و توسعه» به پیروزی رسیدند✓
۸۷ درصد مردم واجد شرایط در این انتخابات شرکت کردند.

## انتخابات ریاست جمهوری
روز دوشنبه ۲۵ ژوئن ۲۰۱۸ شورای عالی انتخابات ترکیه، رجب طیب اردوغان را با حدود ۵۲ درصد آرا برنده انتخابات ریاست جمهوری روز یکشنبه معرفی کرد. رقیب وی، محرم اینجه، نماینده حزب جمهوری‌خواه خلق، ۳۱ درصد آرا را بدست آورد.
بدین ترتیب اردوغان برای یک دوره ۵ ساله دیگر رئیس‌جمهور ترکیه خواهد بود.

## انتخابات پارلمان
در همین روز یکشنبه ۲۵ ژوئن ۲۰۱۸ انتخابات پارلمانی ترکیه برگزار شد و حزب «عدالت و توسعه» با ۴۲ درصد آرا به پیروزی دست یافت.
با بدست آوردن ۱۱ درصد آرا توسط «جنبش ملی‌گرا» بیش از ۵۳ درصد کرسی‌های پارلمان نصیب این ائتلاف شد.
«خلق جمهوری‌خواه» به رهبری محرم اینجه، ۲۳ درصد کرسی‌ها و تشکل هوادار کردها «حزب دمکراتیک خلق‌ها» که صلاح‌الدین دمیرتاش، یکی از رهبران آن در حال حاضر در زندان است، ۱۱ درصد آرا را بدست آوردند.
بدین ترتیب ائتلاف مخالفان اردوغان توانست ۳۴ درصد از کرسی‌های پارلمان را بدست آورد.

### نامزدها
(مرتب‌سازی بر اساس درج نام بر روی برگه تعرفه‌های رای‌گیری)
| نمایه رسمی نامزدهای انتخابات ریاست جمهوری ترکیه | نمایه رسمی نامزدهای انتخابات ریاست جمهوری ترکیه | نمایه رسمی نامزدهای انتخابات ریاست جمهوری ترکیه | نمایه رسمی نامزدهای انتخابات ریاست جمهوری ترکیه | نمایه رسمی نامزدهای انتخابات ریاست جمهوری ترکیه | نمایه رسمی نامزدهای انتخابات ریاست جمهوری ترکیه |
| ----------------------------------------------- | ----------------------------------------------- | ----------------------------------------------- | ----------------------------------------------- | ----------------------------------------------- | ----------------------------------------------- |
| ۱                                               | ۲                                               | ۳                                               | ۴                                               | ۵                                               | ۶                                               |
|                                                 |                                                 |                                                 |                                                 |                                                 |                                                 |
| محرم اینچه                                      | مرال آکشنر                                      | رجب طیب اردوغان                                 | صلاح الدین دمیرتاش                              | تمل کرم اغلو                                    | دوغو پرینچک                                     |
| حزب جمهوری‌خواه خلق                              | حزب خوب                                         | حزب عدالت و توسعه                               | حزب دموکراتیک خلق‌ها                             | حزب سعادت                                       | حزب وطن                                         |
| مشاهده کارزار                                   | مشاهده کارزار                                   | مشاهده کارزار                                   | مشاهده کارزار                                   | مشاهده کارزار                                   | مشاهده کارزار                                   |

## نتایج
| نمودار میله‌ای | نمودار میله‌ای | نمودار میله‌ای | نمودار میله‌ای | نمودار میله‌ای |
| ------------- | ------------- | ------------- | ------------- | ------------- |
|               |               |               |               |               |
| اردوغان       | اردوغان       |               | ۵۲٫۵۹٪        | ۵۲٫۵۹٪        |
| اینجه         | اینجه         |               | ۳۰٫۶۴٪        | ۳۰٫۶۴٪        |
| دمیرتاش       | دمیرتاش       |               | ۸٫۴٪          | ۸٫۴٪          |
| آکشنر         | آکشنر         |               | ۷٫۲۹٪         | ۷٫۲۹٪         |
| کارا ملا اغلو | کارا ملا اغلو |               | ۰٫۸۹٪         | ۰٫۸۹٪         |
| پرینچک        | پرینچک        |               | ۰٫۲٪          | ۰٫۲٪          |